# Diospyros virginiana
Espèce
Classification phylogénétique
Diospyros virginiana, le Plaqueminier de Virginie, est une espèce plante à fleurs de la famille des Ebenaceae.
Elle pousse naturellement dans le sud de l'Amérique du Nord et y est cultivée depuis la Préhistoire pour son bois et ses fruits qui sont des kakis (persimmon en anglais), assez proches de ceux de l'espèce Diospyros kaki mais plus petits, précoces et rustiques. Ces fruits sont aussi appelés plaquemines de Virginie.

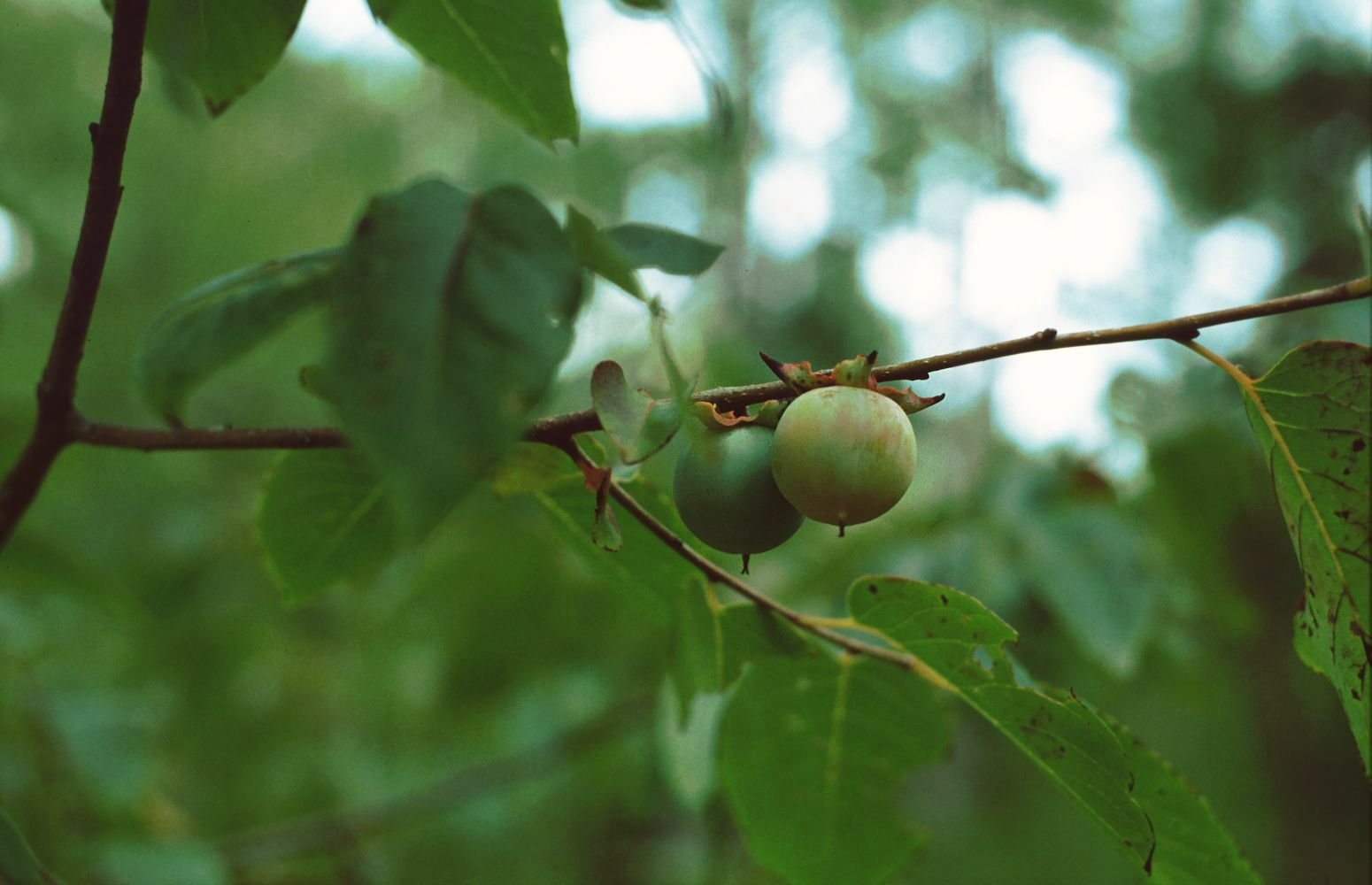
Fruits du plaqueminier de Virginie.

## Distribution
L'arbre est très commun dans les États de l'Atlantique Sud et du Golfe et atteint sa plus grande taille dans le bassin du fleuve Mississippi. Son habitat est situé dans le sud. Au tournant du XXe siècle, il était présent le long de la côte, de l'État du Connecticut à la Floride. À l'ouest des Appalaches, on le trouve dans le sud de l'Ohio, le sud-est de l'Iowa, le sud du Missouri, en Louisiane, dans l'est du Kansas et en Oklahoma, où il atteignait sa plus grande hauteur.
Des restes fossiles ont été découverts dans des roches miocènes au Groenland et en Alaska, ainsi que dans des formations du Crétacé au Nebraska.
On considère que Diospyros virginiana est un anachronisme évolutif qui était consommé par l'un ou plusieurs des Mégafaune du Pléistocène qui parcouraient le continent nord-américain il y a 10 000 ans. Une étude de 2015 a révélé que le passage des graines de plaquemine à travers le système digestif des éléphants modernes augmentait le taux de germination des graines et réduisait le temps de germination, ce qui appuie l'idée que les membres pléistocènes de la famille des éléphants étaient les partenaires fantômes qui assuraient la dispersion des graines avant l'extinction des membres nord-américains de la famille des éléphants.

## Ploïdie
Il existe deux races de plaquemine américaine : la race tétraploïde (60 chromosomes) est centrée dans la région des Appalaches du Sud, tandis que la race hexaploïde (90 chromosomes) occupe généralement une zone au nord et à l'ouest de la zone tétraploïde. La frontière entre ces races n'a pas été bien définie, sauf dans le Kentucky, où les plaquemines hexaploïdes étaient majoritaires dans le comté de Bullitt mais n'étaient pas présentes dans le comté de Barren au sud ni dans le comté de Franklin à l'est.
On a observé que les arbres tétraploïdes avaient tendance à pousser beaucoup plus haut que les arbres hexaploïdes et avaient des fruits plus petits, mais aucune recherche formelle n'a été menée sur ces différences de caractéristiques.
La grande majorité des cultivars de plaquemine américaine portent le chromosome hexaploïde, les seuls cultivars tétraploïdes connus étant Ennis Seedless, Weeping, Sugar Bear et SFES.

## Utilisation
Le fruit est riche en vitamine C et extrêmement astringent lorsqu'il est immature. Il est consommé par les oiseaux, les ratons laveurs, les mouffettes, les cerfs de Virginie, les cochons semi-sauvages, les écureuils volants et les opossums.
Le fruit mûr peut être consommé cru par les humains, généralement une fois blettis, ou cuits ou séchés. La pulpe du fruit peut être utilisée pour faire des tartes, du pudding, de la confiture, de la mélasse et des bonbons. On peut également préparer une tisane avec les feuilles et la graine torréfiée est utilisée comme substitut de café.
Le fruit est également fermenté avec du houblon, de la semoule de maïs ou du son de blé pour produire une sorte de bière ou transformé en eau-de-vie.
Le bois est lourd, solide, très fin et utilisé en tournage sur bois. Son duramen, qui peut prendre un siècle à se former, est un véritable ébène, extrêmement fin et presque noir ; il n'est pas exploité commercialement.
Les graines étaient utilisées comme boutons pendant la période de privation de la Guerre de Sécession dans le sud.